# هنری کلایو

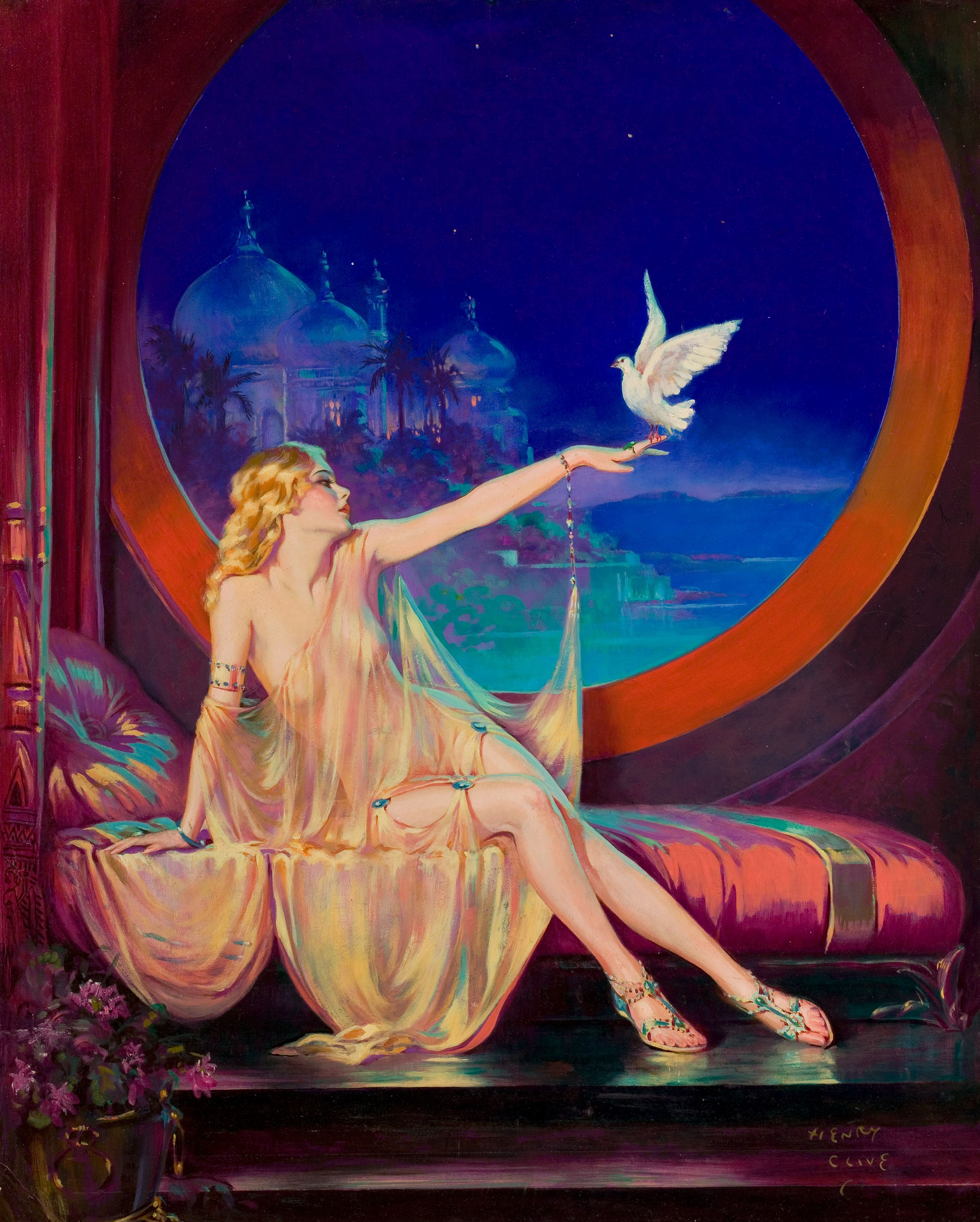
سلطانا اثر هنری کلایو.

هنری کلایو (به انگلیسی: Henry Clive) گرافیست و تصویرگر استرالیایی-آمریکایی بود. کلایو به ویژه برای تصویرسازی‌هایش بر روی جلد هفته‌نامهٔ آمریکن ویکلی (en) مشهور بود.